# Митоксантрон
Митоксантрон — синтетический цитостатический препарат, производное антрацендиона. Сходен по химической структуре с противоопухолевыми антрациклиновыми антибиотиками.

## Фармакологическое действие
Механизм противоопухолевого действия окончательно не выяснен. По-видимому, митоксантрон нарушает матричную активность ДНК, образуя с ней комплекс (внедряется между слоями пар оснований ДНК); ингибирует фермент топоизомеразу II. Действие митоксантрона не зависит от фазы клеточного цикла.

## Фармакокинетика
Быстро и интенсивно распределяется в организме, наиболее высокие концентрации достигаются в щитовидной железе, печени, сердце и эритроцитах. Связывание с белками плазмы около 78 %. Биотрансформируется в печени. Выводится с желчью (около 25 %) и почками (6-11 %, из которых 65 % в неизмененном виде). Большая часть дозы активно захватывается и связывается в тканях, откуда постепенно высвобождается. T1/2 составляет в среднем 5.8 дня.

## Показания
Рак молочной железы, неходжкинская лимфома, острая нелимфобластная лейкемия у взрослых, печеночно-клеточная карцинома, рассеянный склероз.

## Режим дозирования
Устанавливают индивидуально, в зависимости от показаний и стадии заболевания, состояния системы кроветворения, схемы противоопухолевой терапии.

## Побочное действие
- Со стороны системы кроветворения: лейкопения, тромбоцитопения, редко — эритроцитопения.
- Со стороны пищеварительной системы: тошнота, рвота, диарея, стоматит, боли в животе, запор, анорексия; в отдельных случаях — нарушение функции печени.
- Со стороны сердечно-сосудистой системы: понижение фракции выброса желудочков, хроническая сердечная недостаточность, тахикардия, аритмии.
- Прочие: аменорея, алопеция, лихорадка, аллергические реакции, общая слабость; в отдельных случаях — нарушение функции почек.
- Местные реакции: флебит; при экстравазации — некроз.

## Противопоказания
Беременность, повышенная чувствительность к митоксантрону.

## Беременность и лактация
Митоксантрон противопоказан к применению при беременности. При необходимости применения в период лактации грудное вскармливание следует прекратить.
В период использования митоксантрона, а также в течение минимум 3 мес после его отмены женщины детородного возраста должны применять надежные методы контрацепции.
В экспериментальных исследованиях установлено эмбриотоксическое действие митоксантрона.

## Особые указания
С осторожностью применяют митоксантрон у пациентов с заболеваниями сердца, с предшествующим облучением средостения, с угнетением кроветворения, выраженными нарушениями функции печени или почек, с бронхиальной астмой.
Не рекомендуют применять митоксантрон у пациентов с ветряной оспой (в том числе недавно перенесенной или после контакта с заболевшими), опоясывающим герпесом и другими острыми инфекционными заболеваниями.
В процессе лечения необходим систематический контроль картины периферической крови, лабораторных показателей функции печени, а также деятельности сердца (ЭКГ, ЭхоКГ и ангиографическое определение ударного объема сердца).
Угнетение кроветворения, вызываемое митоксантроном, обычно развивается в течение 10 дней, регенерация — обычно к 21 дню.
Не рекомендуют проводить вакцинацию пациентов и членов их семей.
На фоне применения митоксантрона через 1-2 дня возможно транзиторное зеленоватое окрашивание мочи (и иногда склер).
Митоксантрон в форме концентрата для инъекций и раствора для инфузий включен в Перечень ЖНВЛС.

## Лекарственное взаимодействие
При одновременном применении с противоопухолевыми средствами возможно усиление миелотоксичности, а также кардиотоксичности.
При одновременном применении с цитарабином, цисплатином, циклофосфамидом, 5-фторурацилом, метотрексатом, винкристином, дакарбазином взаимно усиливается действие митоксантрона и указанных противоопухолевых средств.